# Umida Abdullaeva
Umida Abdullaeva (12 de julio de 1997) es una deportista uzbeka que compite en taekwondo. Ganó una medalla de oro en el Campeonato Asiático de Taekwondo de 2014, en la categoría de –73 kg.

## Palmarés internacional
| Campeonato Asiático | Campeonato Asiático  | Campeonato Asiático | Campeonato Asiático |
| Año                 | Lugar                | Medalla             | Categoría           |
| ------------------- | -------------------- | ------------------- | ------------------- |
| 2014                | Taskent (Uzbekistán) | Medalla de oro      | –73 kg              |